# 悟空戏
悟空戏，又称猴戏、大圣戏等，泛指以孙悟空为主角的戏曲作品。
悟空戏主要分为南、北两大流派。京剧中悟空戏最多，经典剧目包括《安天会》、《水帘洞》、《闹龙宫》、《闹地府》等。北派悟空戏又称为“杨派”，代表人物为清末名伶、人称“杨猴子”的杨月楼与其儿子、人称“小杨猴子”的杨小楼。而南派则包括“郑派”与“张派”。郑派宗师是人称“小活猴”的郑法祥，后来继承郑派悟空戏的包括陈正柱、李仲林、小王桂卿等。张派悟空戏则以盖叫天（原名张英杰）与其子“江南美猴王”张翼鹏为代表。而宗法北派杨小楼的李万春、李少春在继承北派悟空戏的基础之上，也同时吸取了南派精华，自成一派。
除京剧之外，昆曲、绍剧、秦腔、河北梆子等诸多地方戏中也都有悟空戏，代表人物包括北昆“活猴”郝振基，河北绑子演员、郑派猴戏创始人“赛活猴”郑长泰（郑法祥之父），绍剧“南猴王”章宗义（六龄童）与其子章金莱（六小龄童）、弟子刘建杨（十一龄童）等。